# Eugène Delaplanche

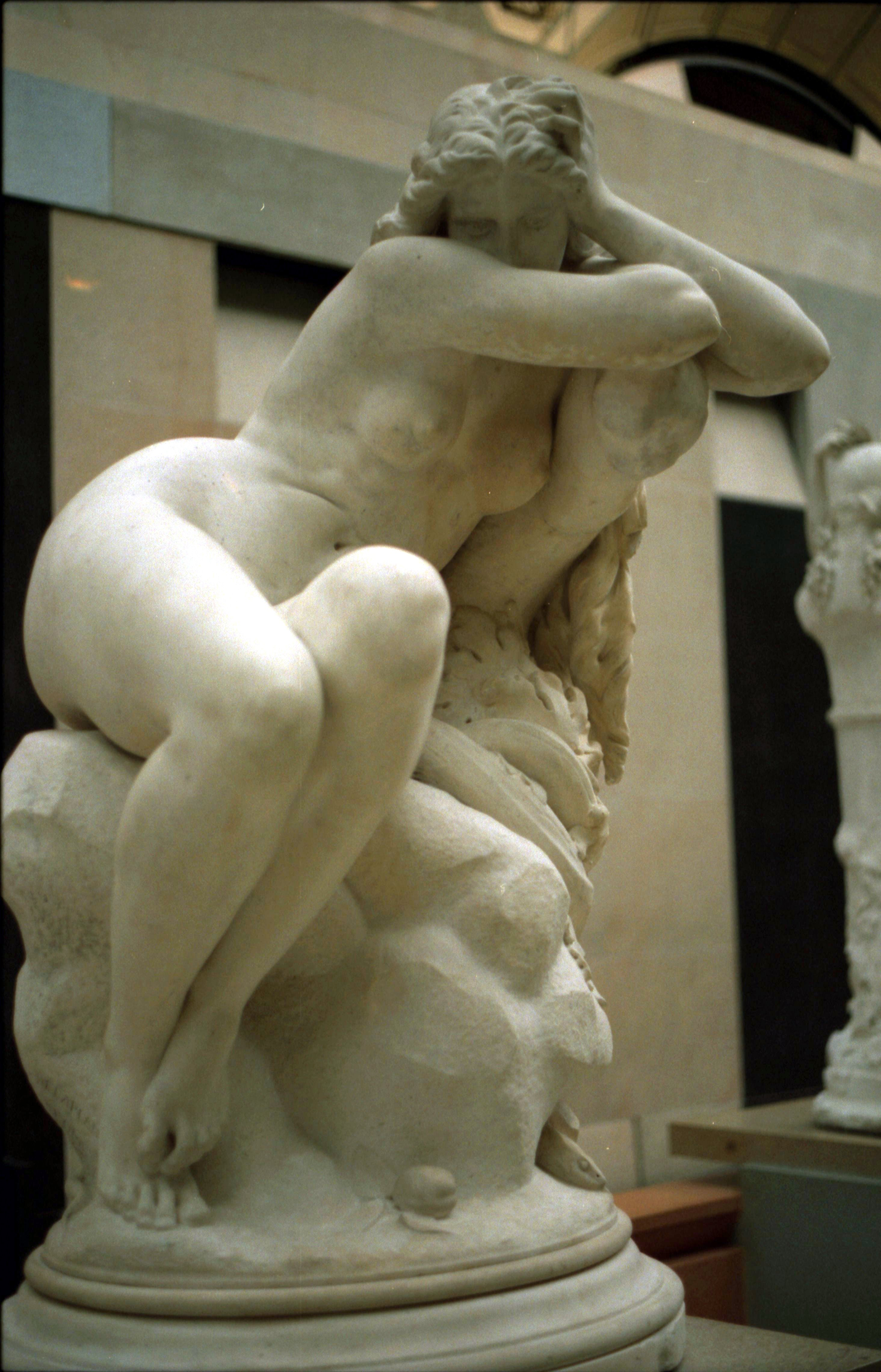
Eva nach dem Sündenfall, 1869, Paris, Musée d’Orsay

Eugène Delaplanche (* 28. Februar 1836 in Belleville (heute Paris); † 10. Januar 1891 in Paris) war ein vor allem zur Zeit des Zweiten Kaiserreiches erfolgreicher französischer Bildhauer.

## Leben
Als Schüler des Bildhauers Francisque Joseph Duret errang er den Prix de Rome und das damit verbundene Privileg, sich von 1864 bis 1867 in Rom in der Villa Medici aufzuhalten.
Delaplanche erregte durch seine ersten Arbeiten, ein auf einer Schildkröte reitendes Kind und einen Schafhirten Aufmerksamkeit, die sich steigerte, als er 1870 seine etwas derb, aber gesund naturalistisch aufgefasste Eva nach dem Sündenfall ausstellte.
Unter den späteren Arbeiten fanden insbesondere die Heilige Agnes, die Marmorstatue der Liebesbotschaft, die Marmorgruppe Die mütterliche Erziehung, die Jungfrau mit der Lilie und die Statue der Musik wegen der vollendeten Naturwahrheit in der Formenbehandlung großen Beifall.
Delaplanche war des Weiteren an der Ausschmückung öffentlicher Bauten mit plastischem Schmuck beteiligt, wie etwa der Pfarrkirchen St-Eustache und St-Joseph-des-Nations in Paris, der damals im Bau befindlichen Pariser Oper von Charles Garnier – für die er im Jahr 1881 auch die sitzende Figur des Komponisten Daniel-François-Esprit Auber (1881) schuf – und des anlässlich der Weltausstellung 1878 errichteten Palais du Trocadéro, das sich am Standort des heutigen Palais de Chaillot befand.
Ein Jahr vor seinem Tod stellte der Künstler im Salon 1890 das vielbeachtete, für die Kathedrale St-André in Bordeaux bestimmte Denkmal zu Ehren des Kardinal-Erzbischofs von Bordeaux François-Auguste-Ferdinand Donnet (1795–1882) aus.
Delaplanche starb im Jahr 1891 im Alter von 55 Jahren in Paris. Er ruht auf dem Cimetière du Père-Lachaise in Paris.

## Ehrungen und Auszeichnungen
- 1864: Prix de Rome
- 1878: Ehrenmedaille der Weltausstellung

## Werkauswahl

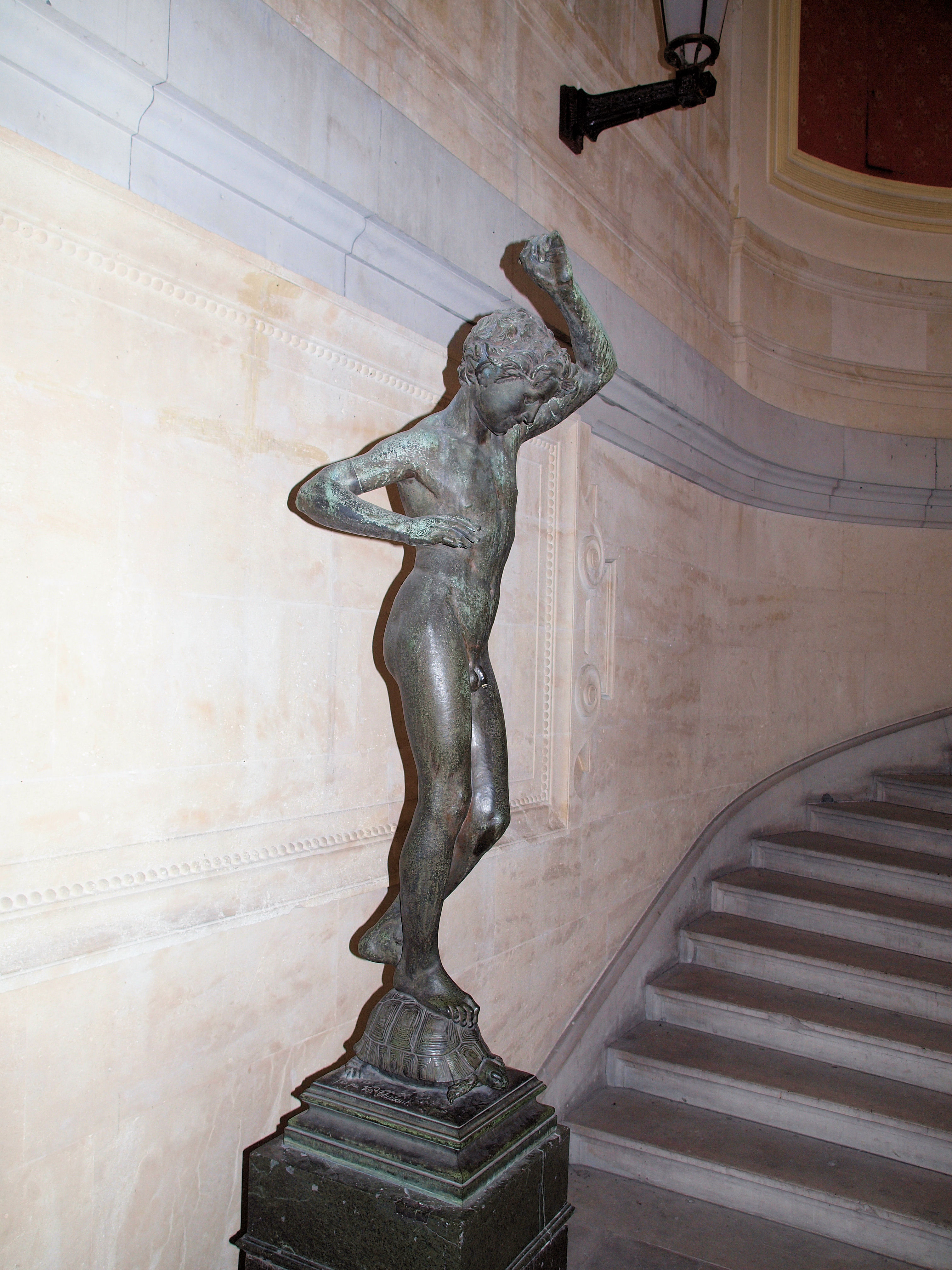
Enfant monté sur une tortue, 1866, im Treppenhaus des Musée des Beaux-Arts, Marseille

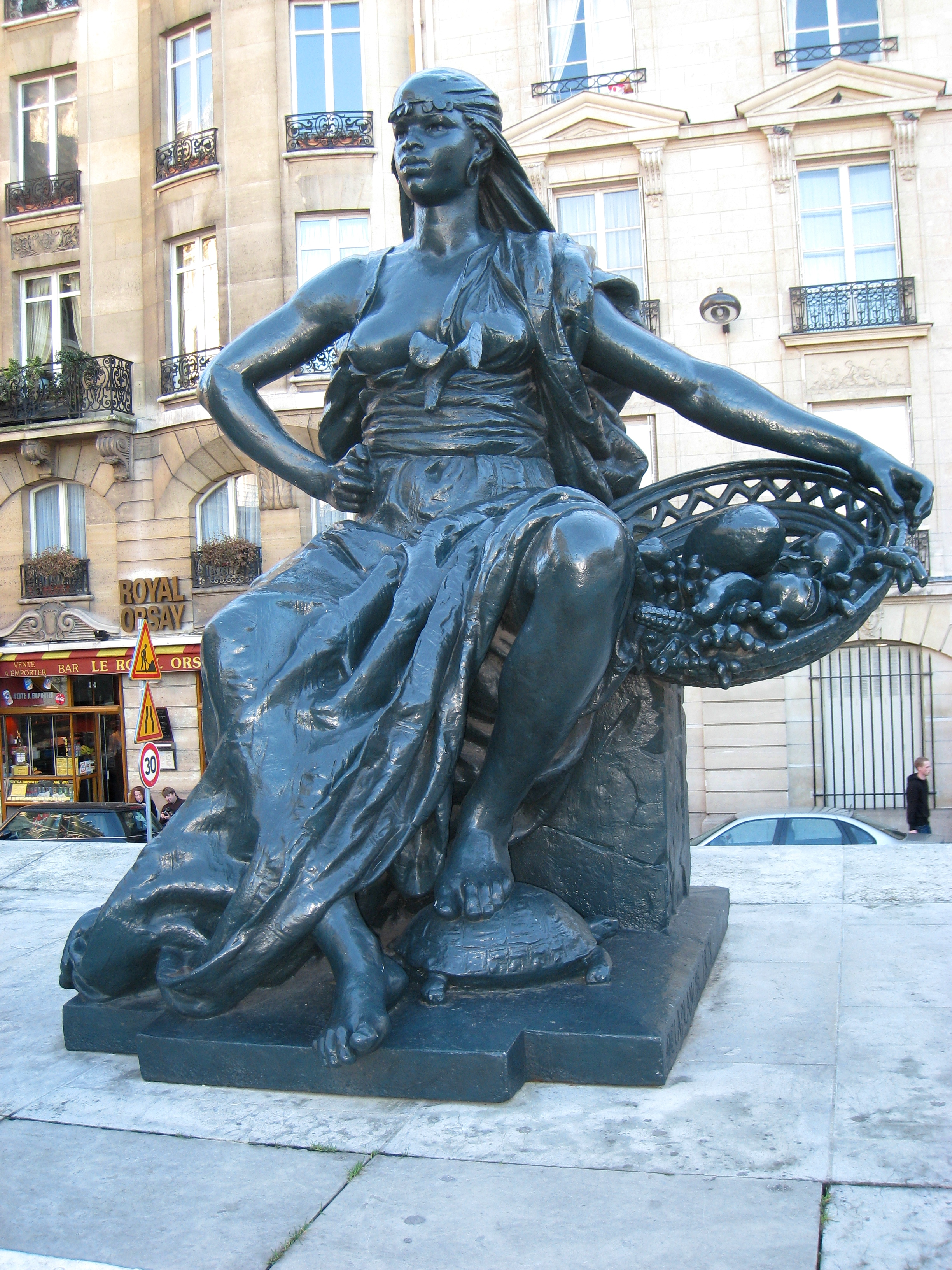
Afrika, 1877/78, Paris, Esplanade vor dem Musée d'Orsay

- Kind, auf einer Schildkröte reitend (Enfant monté sur une tortue), Salon 1866, Marseille, Musée des Beaux-Arts
- Eva nach dem Sündenfall (Eve après la chute), Marmorskulptur, 1867/69, Paris, Musée d’Orsay
- Die Terrasse (La Terrasse), ca. 1872, Sopraporte für das Foyer der Opéra Garnier, Original in situ, Gipsentwurf im Musée d’Orsay
- La Charpente ( ), ca. 1872, Sopraporte für das Foyer der Opéra Garnier, Original in situ, Gipsentwurf im Musée d’Orsay
- Heilige Agnes (Sainte Agnes), Marmorstatue, 1873, Paulhan (Languedoc-Roussillon), Kirche Ste-Croix de Paulhan
- Die mütterliche Erziehung (L'Education maternelle) – 1873, Paris, Square Samuel Rousseau
- Heilige Jungfrau mit der Lilie (Vierge au Lys), Marmorstatue, 1874/78, Paris, Musée d’Orsay
- Heiliger Joseph (Saint Joseph), Marmorstatue, 1875, signiert, 100 × 60 cm, Boulogne-sur-Mer (Nord-Pas-de-Calais), Kirche Notre-Dame-de-l’Immaculée-Conception
- Allegorie der Musik (Allégorie de la Musique), Salon 1877, versilberte Bronze
- Das Heilige Herz erscheint der Heiligen Marguerite-Marie Alacoque (L’Apparition du Sacré-Cœur à Sainte-Marguerite-Marie Alacoque), Marmorskulptur, 1878, Boulogne-sur-Mer (Nord-Pas-de-Calais), Kirche Notre-Dame-de-l’Immaculée-Conception
- Afrika (L’Afrique), 1877/78 für das frühere Palais de Tokyo geschaffen, heute auf der Esplanade des Musée d’Orsay.
- Aurora (Aurore), 1884, Marmorstatue nach dem 1882 im Pariser Salon ausgestellten Gipsmodell. Paris, Archives nationales
- Circé, Montpellier, Musée Fabre
- Eva vor dem Sündenfall (Eve avant la chute), Marmorskulptur, 1890/91, Paris, Musée d’Orsay
- Heilige Familie (Sainte Famille), Paris, Kirche St-Jacques-des-Nations
- Allegorie der Luft (Allégorie de l'Air), Bronze, Compiègne, Musée Antoine Vivenel
- Allegorie des Wassers (Allégorie de l'Eau), Bronze, Compiègne, Musée Antoine Vivenel